# Енн Меєрс
Енн Меєрс (англ. Ann Meyers; нар. 26 березня 1955) — американська баскетболістка.
Срібна призерка Олімпійських Ігор 1976 року.
Переможниця Панамериканських ігор 1975 року, срібна призерка 1979 року.
Чемпіонка світу 1979 року.
Переможниця Кубка Р. Вільяма Джонса 1979 року.
Срібна призерка літньої універсіади 1987 року.